# Klokan vraný
Klokan vraný (Osphranter bernardus) je statný druh klokana, který se endemicky vyskytuje v Arnhemské zemi v severní Austrálii. Jedná se o extrémně plachého, velmi málo studovaného vačnatce.

## Systematika
Popis druhu zajistil Walter Rothschild v roce 1904. Rothschild nově popsaný druh původně pojmenoval jako Dendrodorcopsis woodwardi. Na popud Oldfielda Thomase však Rothschild krátce na to druh přeřadil do rodu Macropus. Vzhledem k tomu, že druhové jméno woodwardi bylo již zabráno jiným druhem v tomto rodu (Macropus robustus woodwardi), Rothschild druh přejmenoval na Macropus bernardus.
Na základě studie molekulární DNA z roku 2019 byl klokan vraný spolu s několika dalšími druhy vyňat z rodu Macropus do rodu Osphranter.

## Popis
Klokan vraný dosahuje výšky kolem 73 cm, ocas je dlouhý 64 cm. Samci váží kolem 19–22 kg, samice 13 kg. Tělo je silně svalnaté. Samci jsou tmavě hnědí až černí se žlutohnědými pažemi. Samice jsou šedé až šedohnědé s černými tlapkami, nohama a koncem ocasu. Uši jsou krátké a zakulacemé.

## Výskyt

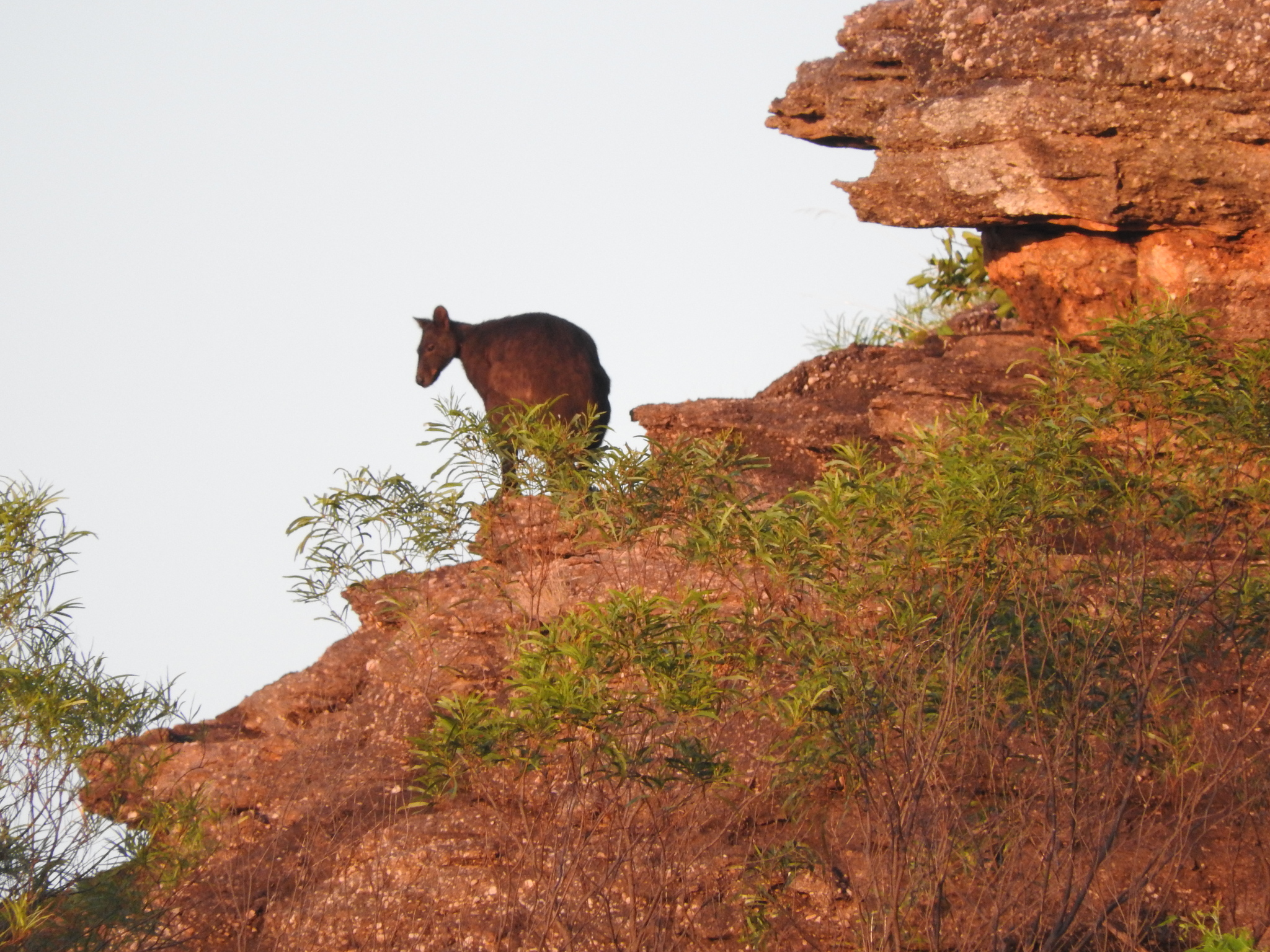
Klokan vraný v národním parku Kakadu

Klokan vraný se vyskytuje na geograficky malém území severní Austrálie, konkrétně ve střední a západní části Arnhemská země. Biotop druhu se vyznačuje strmými skalnatými srázy a velkými balvany s různou hustotou eukalyptových lesů.

## Biologie
O biologii druhu je známo jen minimum informací, což pramení hlavně z extrémní plachosti druhu i geograficky omezeného areálu výskytu v jedněch z nejodlehlejších částí Austrálie. Jedná se o samotářský druh klokana pobývajícího samostatně, v páru nebo ve třech (samec, samice a mládě). Zatímco v noci hřaduje ve stínu stromů a skal, v noci vylézá a shání potravu.

## Ohrožení a lidé
Mezinárodní svaz ochrany přírody hodnotí klokana vraného jako téměř ohrožený druh. Důvodem je hlavně to, že populace druhu je nižší než 10 000 jedinců, areál výskytu druhu je omezený a klokan je patrně ovlivněn změnou v managementu lesních požárů. Druh je omezeně loven místními Aboriginci, lov nicméně nepředstavuje pro druh větší nebezpečí.
Klokan vraný byl jednu dobu považován za vyhynulého. Po pozorování jedince v roce 1914 nedošlo ke spatření dalšího klokana vraného až do roku 1969. Jediný známý případ chovu klokanů vraných ze zajetí pochází z konce 10. let 20. století, kdy v listopadu 1918 bylo 5 klokanů vraných přijato v Zoo Taronga v Sydney. Jediný známý komentář o chování druhu v zajetí zněl „byli velmi tiší a poslušní“.